# Oncobothriidae
Oncobothriidae är en familj av plattmaskar. Enligt Catalogue of Life ingår Oncobothriidae i ordningen Tetraphyllidea, klassen Cestoda, fylumet plattmaskar och riket djur, men enligt Dyntaxa är tillhörigheten istället ordningen Eucestoda, klassen Neodermata, fylumet plattmaskar och riket djur. Enligt Catalogue of Life omfattar familjen Oncobothriidae 7 arter. 
Kladogram enligt Catalogue of Life och Dyntaxa:
| Oncobothriidae | \| \| Acanthobothrium \| \| \| \| \| \| Phoreiobothrium \| \| \| \| |
|                | \| \| Acanthobothrium \| \| \| \| \| \| Phoreiobothrium \| \| \| \| |
|                | Dioecotaeniidae                                                     |
|                |                                                                     |
|                | Phyllobothriidae                                                    |
|                |                                                                     |
|                | Acanthobothrium                                                     |
|                |                                                                     |
|                | Phoreiobothrium                                                     |
|                |                                                                     |

|  | Acanthobothrium |
|  |                 |
|  | Phoreiobothrium |
|  |                 |